# Esporte Clube Piracicabano de Automobilismo

Esporte Clube Piracicabano de Automobilismo (ECPA), localizado em Piracicaba (SP). Conta com um complexo automobilístico onde são realizadas provas regionais de automobilismo e arrancada. O empresário Dito Giannetti é o atual dono do autódromo.

## Campeonato Paulista de Stock Jr
Em 2010 o ECPA comprou a Stock Jr, transformando a competição no Campeonato Paulista de Stock Jr.